# Epopeya de Sundiata

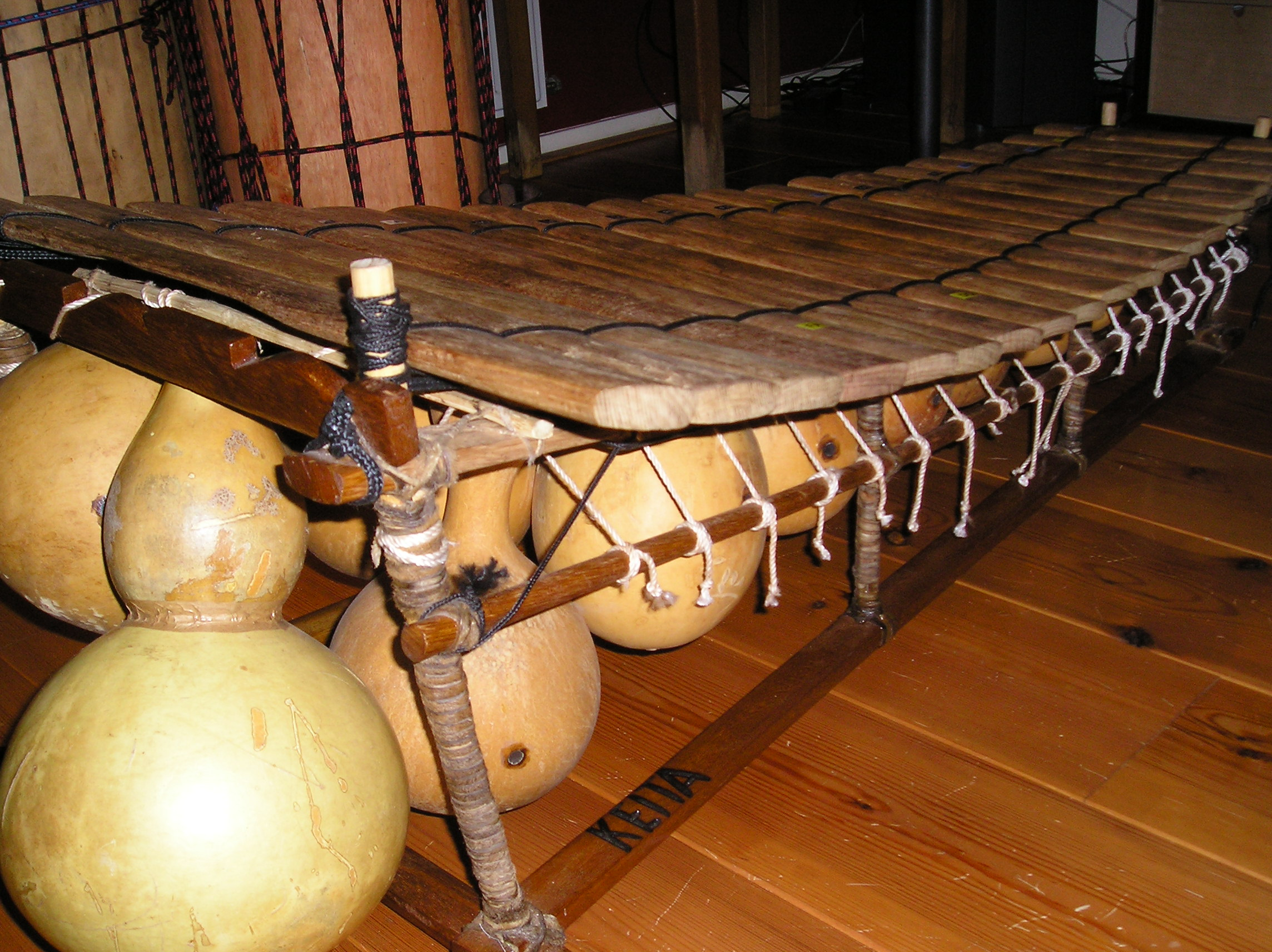
Un balafon moderno. El balafón juega un papel importante en la Epopeya de Sundiata. El balafón mágico perteneciente a Soumaoro Kanté, el rey sosso, fue robado por el griot de Sundiata Keita, Balla Fasséke, y llevado al país Mandinga.

La "Epopeya de Sundiata" (también conocida como Epopeya de Sunyata) es un poema épico del pueblo mandinga que relata la historia del héroe Sundiata Keita, fundador del Imperio de Malí. La historia ha sido transmitida durante siglos gracias a la narración oral de los poetas griot de África Occidental.

## Contexto histórico y significado
La epopeya de Sundiata ha sido objeto de amplia discusión académica. Aunque hay información disponible del siglo XIII en Malí, que se puede obtener a partir de fuentes árabes como el historiador Ibn Khaldun, existe una severa limitación de documentación escrita de este período. Por lo tanto, la evidencia oral del antiguo Malí es especialmente crítica. Aunque los historiadores occidentales han dado tradicionalmente preferencia a los registros escritos, la tradición oral, incluida la epopeya de Sundiata, ha ganado recientemente reconocimiento como demostraciones importantes de la rica herencia cultural africana, así como construcciones literarias legítimas. Refleja los estadios tempranos de las tradiciones de África Occidental, cuando diferentes influencias culturales todavía estaban entrelazándose. El conocimiento de la historia de Malí en el siglo XIII se deriva en buena medida de la tradición de Sundiata. La epopeya de Sundiata es todavía hoy una parte integral de la cultura mandinga. La investigación etnográfica ha mostrado que la historia sigue siendo contada una y otra vez por griots y a través de actuaciones rituales con máscaras. Hoy, la epopeya de Sundiata se ha convertido en parte de las lecciones de historia que reciben los alumnos de las escuelas de primaria de Malí, Gambia, Senegal y Guinea.